# Hội Thương
Hội Thương là một phường cũ thuộc thành phố Pleiku, tỉnh Gia Lai, Việt Nam.
Phường Hội Thương có diện tích 0,77 km², dân số năm 1999 là 13.177 người, mật độ dân số đạt 17.113 người/km². Dân số năm 2018 là 39.531 người, mật độ dân số đạt 51.338 người/km².
Theo Nghị quyết số 1664/NQ-UBTVQH15 năm 2025, hợp nhất toàn bộ diện tích tự nhiên và dân số của 4 phường: Tây Sơn, Hội Thương, Hoa Lư, Phù Đổng và xã Trà Đa thành phường Pleiku.